# Krokarjev vzpon
Krokarjev vzpon( madžarsko Hunyadi  , nemško Hunyadi – Aufstieg zur Macht   ) je madžarsko-avstrijska biografska zgodovinska televizijska serija o Janosu Hunyadiju, očetu Matije Korvina in slavnemu ogrskemu vojskovodji, ki je branil Ogrsko in krščansko Evropo pred napadi Osmanskega cesarstva. Serija je bila premierno predvajana leta 2024. Produkcija je nastala po madžarski seriji romanov Hunyadi avtorja Móra Bána, glavni scenarist televizijske serije pa je bil Balázs Lengyel.

## Igralska zasedba
| Igralec            | Lik                    | Opis |
| ------------------ | ---------------------- | --- |
| Gellért L. Kádár   | János Hunyadi          | Ogrski vojskovodja, plemič in začasno regent Ogrske, pogumen in zvest bojevnik, pripravljen zaščititi svoj narod, družino in Evropo pred turškimi vpadi. |
| Vivien Rujder      | Elizabeta Szilágyi     | Žena Janosa Hunyadija. Prikazana kot trdna in odločena ženska, ki je branila in se borila za dom v času Hunyadijeve odsotnosti. |
| Franciska Törőcsik | Mara Branković         | Hčerka srbskega despota, ki je bila za zaščito svoje domovine prisiljena postati žena Sultana Murata II. |
| Ernő Fekete        | Ulrik II. Celjski      | Zadnji Celjski grof, knez, in ban Hrvaške, Dalmacije in Slavonije in zelo kratko tudi Ogrski regent in poveljnik. Kot ambiciozen diplomat, je izkoristil svoje družinske povezave in knežji status za večanje vpliva in približevanje Ogrski kroni, zaradi česar je postal eden izmed največjih nasprotnikov Hunyadijev. |
| László Gálffi      | Sigismund Luksemburški | Kot Kralj Češke in Ogrske in Sveti rimski cesar, je bil Sigismund eden izmed pomembnejših oseb srednjega veka. |
| Mariann Hermányi   | Elizabeta Luksemburška | Hčerka Kralja Sigismunda in Barbare Celjske, žena Alberta II. Nemškega in mati Ladislava Posmrtnega. |
| Murathan Muslu     | Murat II               | Sultan Osmanskega cesarstva, znan po močnih in dolgoletnih spopadih z krščanskimi narodi in širjenjem na Balkan. |
| Ulaşcan Kutlu      | Mehmed II              | Sin Murata II. katerega je nasledi kot Sultan Osmanskega cesarstva. Nadaljeval očetova osvajanja in spopade na Balkan, vendar je zaslovel po zasedbi Konstantinopla leta 1453. |
| Krisztián Csákvári | Vladislav III          | Poljski kralj, ki je bil povabljen prevzeti Ogrsko krono zaradi mladoletnosti Ladislava Posmrtnega, dejanskega naslednika krone. |
| Gábor Nagypál      | Vlad II Drakul         | Vlaški vojvoda, Sigismundov vazal in zaveznik, ki je bil sprejet v Sigismundov Zmajev red, od koder je dobil vzdevek Drakul. |
| Dino Benjamin      | Vlad Tepeš - Drakula   | Sin Vlada II. |
| Laurence Rupp      | Albert II. Nemški      | Z poroko z Elizabeto Luksemburško je postal Sigismundov naslednik na Ogrskem in Češkem, in Sveti rimski cesar, čeprav njegova vladavina zaradi predčasne smrti ni dolgo trajala. |
| Eszter Ónodi       | Barbara Celjska        | Hčerka Hermana II. Celjskega, Ulrikova teta in Sigismundova žena. Z poroko z Sigismundom je postala kraljica Ogrske, Češke in kasneje Sveta rimska cesarica. |
| Rade Šerbedžija    | Đurađ Branković        | Srbski despot, ki je z ogrsko pomočjo bojoval proti turškim vpadom, dokler ni izdal zaveznike in v zameno za mir sultanu predal svojo hčerko Maro. |